# اندیس مس کوه سیاسترگی (۳)
مس کوه سیاسترگی(۳) یک اندیس فلزی است که در حوالی شهر سیاستراگی استان سیستان و بلوچستان قرار دارد و مادهٔ معدنی موجود در آن، مس است.سنگ میزبان این اندیس گرانودیوریت-مونزونیت-ماسه سنگ توربیدتی است و دیرینگی آن به دوران ائوسن-میوسن می‌رسد. در این اندیس، پاراژنز‌های Pb-Mo-Ag یافت می‌شوند.